# Mozilla Foundation
A Mozilla Foundation é uma organização sem fins lucrativos que mantém todo o software e projetos Open Source da linha Mozilla, como Firefox, Thunderbird e complementos para os mesmos, como Venkman, DOM Inspector, Bugzilla, Bonsai, Tinderbox.
Também é responsável por produzir documentação relacionada à internet e promover padrões de produção de conteúdo digital.
Possui uma comunidade parecida com a Wikipédia, para quem quiser ajudar informando outros utilizadores, coisas a fazer para melhorar seus projetos. Como a Wikipédia, a Fundação Mozilla propõe uma relação com seus clientes que pode ser assim: me ajude e eu te ajudo. Na página da comunidade, pede-se a ajuda aos projetos Mozilla. No site  também há explicações de como criar extensões para o Mozilla Firefox. Toda pessoa que criar uma conta poderá ajudar outras no aprendizado de projetos Mozilla.
A sede se localiza em Mountain View, na Califórnia, e há escritórios regionais em Tóquio e em Paris.